# قافه
قافه (به انگلیسی: Ghafe) یک منطقهٔ مسکونی در پاکستان است.